# ポイントロバーツ (ワシントン州)
ポイントロバーツ（英: Point Roberts）は、アメリカ合衆国ワシントン州ワットコム郡の国勢調査指定地域（CDP)である。郵便局があり、郵便番号は98281である。2010年国勢調査による人口は1,314人。地元ではザ・ポイントあるいはポイント・ボブ（「ロバート」の略称）と呼ばれている。

## 概要
アメリカ合衆国本土であり大陸部分であるが、大多数の部分とは物理的には離れている飛地となっている。ワシントン州の他の部分からは、陸路ではカナダブリティッシュコロンビア州を経由する必要がある。バウンダリー湾を海上あるいは空から渡って行くこともできる。

## 歴史
ポイントロバーツを最初に見たヨーロッパ人は、1791年にフランシスコ・デ・エリザ遠征隊の隊員だった。その探検で作られた地図には「アイル・デ・セペダ」あるいは「アイラ・デ・ゼペダ」と記されている。1792年、イギリスのジョージ・バンクーバーの遠征隊と、スペインのディオニシオ・アルカラ・ガリアーノの遠征隊がポイントロバーツの近くで遭遇した。1792年6月13日朝、ガリアーノの指揮する帆船2隻がバウンダリー湾に入り、ポイントロバーツは島ではないことを確認し、「プンタ・セペダ」と改名した。その後ポイントロバーツを回り込んだときに、バンクーバー遠征隊の2番目の船であるHMSチャタムと出逢った。2つの隊は接触し、間もなく、情報を分け合うこととジョージア海峡の地図化について協力することで合意した。ポイントロバーツという名前は、バンクーバーの友人であり、当初はその遠征隊の指揮を執ることになっていたヘンリー・ロバーツから採って、バンクーバーが名付けた。1846年のオレゴン条約により、アメリカ合衆国とイギリス領北アメリカの境界を、ロッキー山脈からジョージア海峡まで、北緯49度線と定めたときに、ポイントロバーツはアメリカ合衆国に入ることになった。

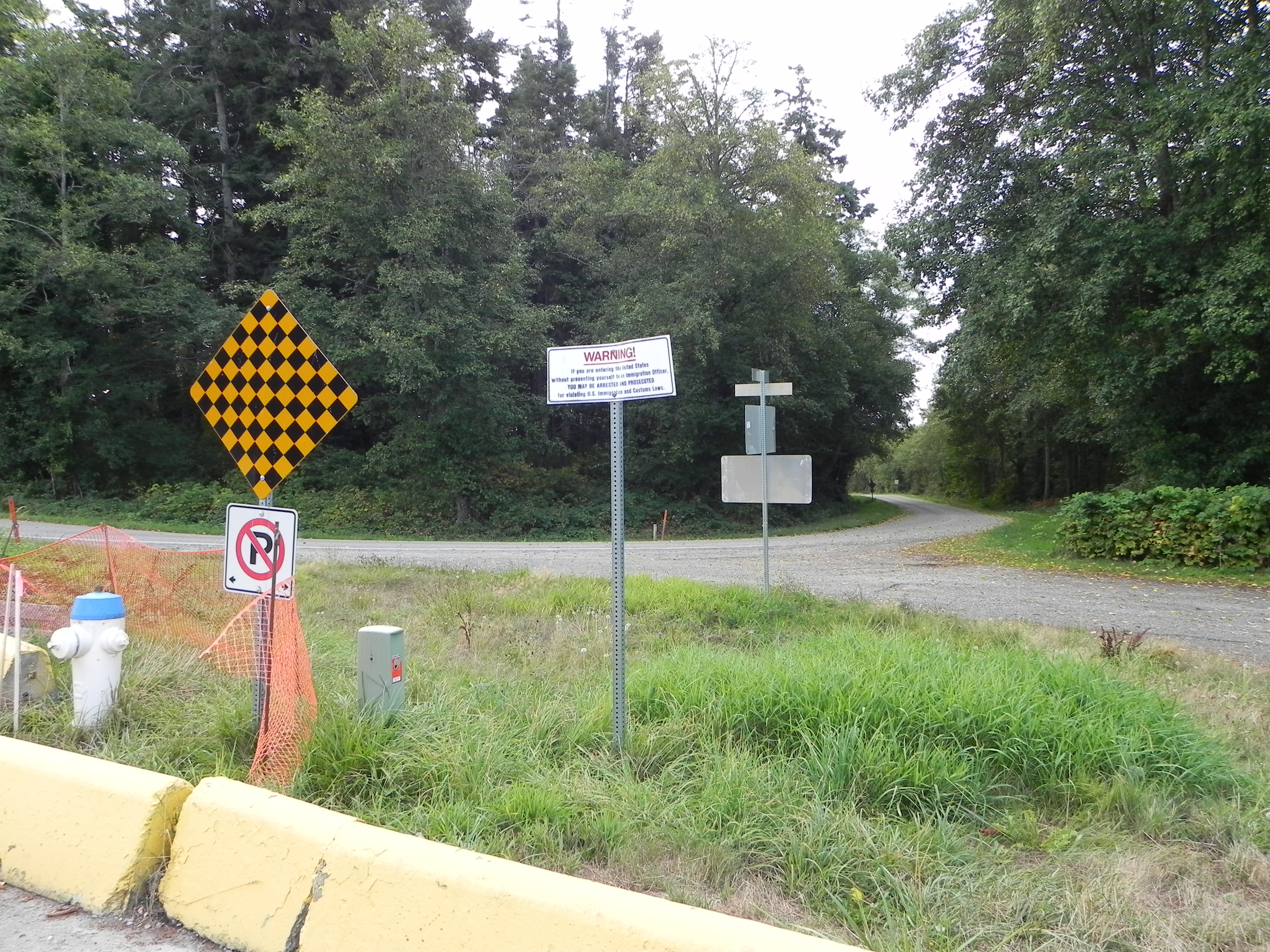
国境標識、デルタのイングリッシュブラフ道路から撮影

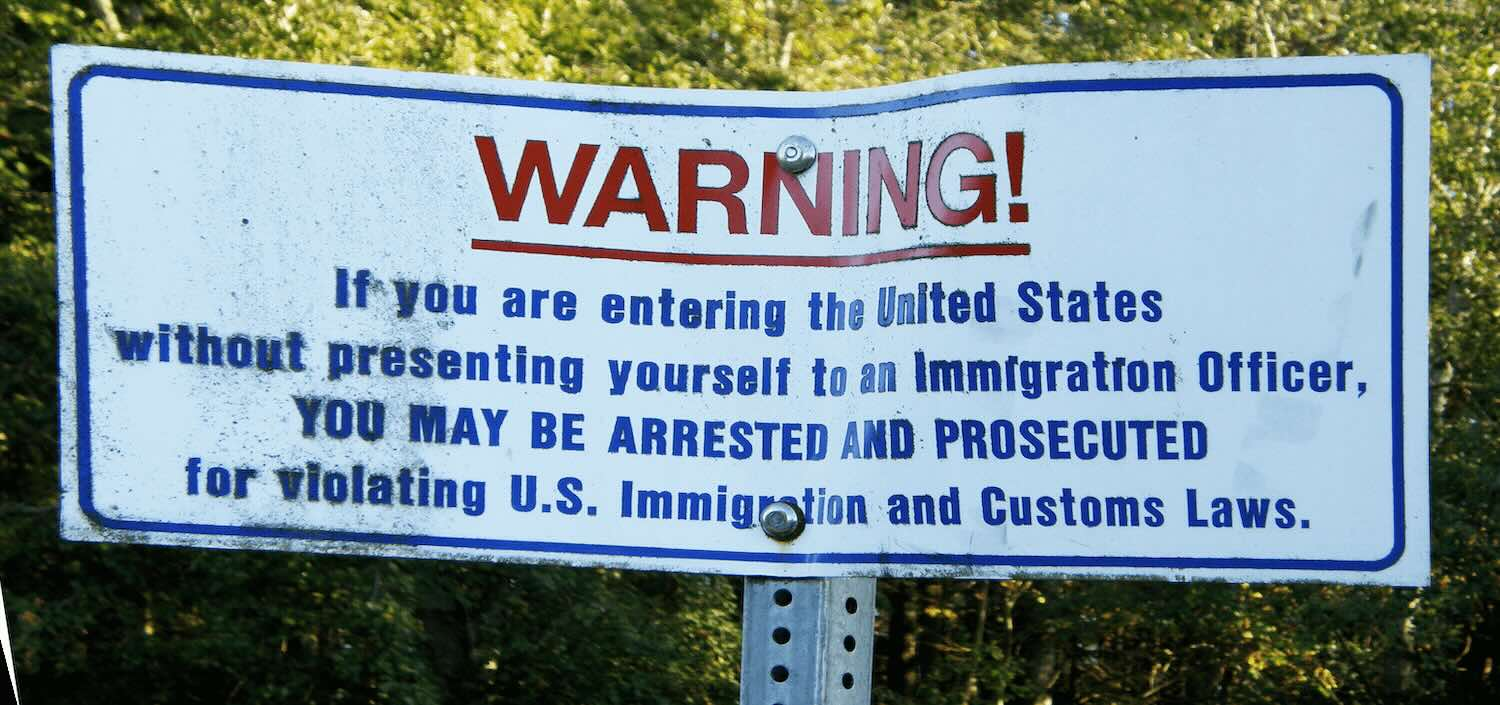
上写真、注意書きの拡大。“警告！入国審査を受けずに合衆国に立ち入ると関税及び入管法違反で逮捕訴追される”

### ポイントロバーツに関する条約の歴史
メキシコ領カリフォルニアとロシア領アメリカの間で、アメリカ人にはオレゴン・カントリー、イギリス人にはコロンビア地区と呼ばれた論争のあった地域をアメリカとイギリスが共同領有した後、インディアナ州選出のアメリカ合衆国上院議員エドワード・A・ハネガンなどアメリカ人拡張論者が、ジェームズ・ポーク大統領を促して、北緯54度40分までのオレゴン・カントリー全体を併合させようとした。民主党員は「54度40、さもなくば戦い」をスローガンに選挙で選ばれていた（オレゴン境界紛争）。
ポークとその国務長官ジェームズ・ブキャナンは、コロンビア盆地の北にアメリカ人1人だけ（元はイギリス人）住んでいるとしても、全領土をアメリカのものとするのは問題があると考え、バンクーバー島を横切る北緯49度線を境界線として提案し、バンクーバー島の港を除いてその線より南ではイギリスに商業的権益が認められないものとした。この提案はイギリスから拒絶され、それから間もなくアメリカも引き下げた。
1846年4月18日、共同領有を定めた1818年条約を撤廃する共同決議をアメリカ合衆国議会が採択したことが、ロンドンに伝えられた。
イギリスの特使リチャード・パケナムは、アメリカ合衆国について予測できる最後の譲歩は、北緯49度線の境界線をバンクーバー島の南端で曲げて来るということを以前に助言していた。ビクトリア砦は将来この島の開拓地の中心になると見られていた。この頃にバンクーバー島をイギリス領北アメリカの一部としておくために、ローワー・メインランドの領地を諦めることが必要だと考えられるようになった。
イギリスの外務・英連邦大臣アバディーン卿が、北緯49度線を海までの境界とし、バンクーバー島全域をイギリスのものとする条約を提案した。オレゴン条約は1846年6月15日に締結された。
北緯49度線を国境として受け入れたが、それがどのように影響するか正確な知識を持っていた訳ではなかった。後に国境委員会が測量を行うと、ポイントロバーツのある半島がアメリカ合衆国の孤立した地点になることを、イギリス政府は理解した。イギリス外務省はイギリス国境委員のジェイムズ・プレボスト船長に、アメリカの委員に状況を伝え、ポイントロバーツをイギリス領に入れるよう要請するよう指示した。アメリカ側に大きな不都合が生じることが予測できたからだった。アメリカ側の委員がそれを認めるのを躊躇う場合、「メインランドの境界線を幾らか修正して、それを補う」提案をするよう指示されていた。アメリカ側の委員がどう反応したか現在は不明であるが、ポイントロバーツはアメリカ合衆国領になった。

### カナダとの関係
1858年のフレーザー・ゴールドラッシュの時、ビクトリアの鉱山師が税の徴収を逃れるために短期間ポイントロバーツに入った。その町はロバーツタウンと呼ばれ、店舗と酒場1軒など6軒の建物があったが、1年も続かなかった。
1949年、ポイントロバーツをアメリカ合衆国から分離してカナダに付けるという話が持ち上がったが、実現はしなかった。1973年、干ばつで井戸が干上がり、アメリカ人とカナダ住民の間に緊張関係を生んだ。カナダのデルタが水を供給することに合意しなければ、アメリカ人はカナダ人への水の供給を止めると脅し、「帰れカナダ人」という看板を掲げた。最後は調停が整い、1987年8月28日に協定書に署名された。ポイントロバーツ水道地区は大バンクーバー水道地区から年間ベースで生水を購入することになった。デルタ消防署も、要請があったときはポイントロバーツ消防団に援助を行う。1988年までブリティッシュコロンビア州のテル（現在のテラス）が電話サービスを提供していた。

## 地理

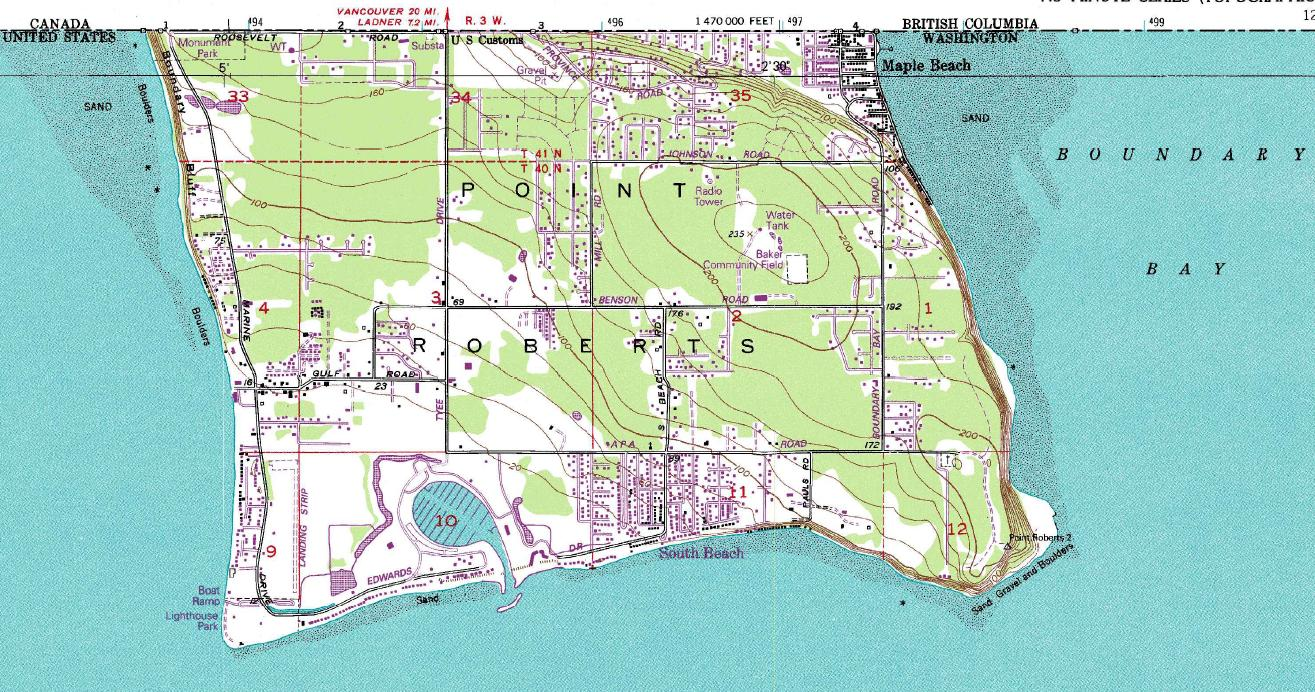
ポイントロバーツの地質調査所地図

ポイントロバーツはカナダとバウンダリー湾に接するアメリカ合衆国の飛び地である。ブリティッシュコロンビア州バンクーバー市中心街から南22マイル (35 km) にある。カナダ＝アメリカ合衆国国境として定義される北緯49度線より南にあるのでアメリカ合衆国領である。
アメリカ合衆国にはこのような飛び地として、アラスカ州、ミネソタ州のノースウェスト・アングルとエルム・ポイント、バーモント州のメンフレマゴグ湖プロビンス島がある。バーモント州アルバラもアメリカ合衆国本土とは離れているが、アメリカ合衆国に端を発する道路で行くことができる。
ポイントロバーツはブリティッシュコロンビア州デルタと境を接している。バウンダリー湾が東に、ジョージア海峡が南と西にある。半島の長さは南北に約2マイル (3.2 km)、東西の幅が約3マイル (4.8 km) ある。面積は4.884平方マイル (12.65 km2) である。

### 地質
ポイントロバーツの地層は、チャッカナット層の岩盤が沖積平原として堆積しており、シルト、砂、砂と砂利、泥炭の層が積み重なっている。この6千万年の間に大陸移動の結果としての造山運動で圧縮され折り重なったので、シルト岩、砂岩、礫岩、石炭の層を形成した。比較的新しい地質年代で、チャッカナット層の上に4回以上の氷河が覆った。
ポイントロバーツはチャッカナット層の上に氷河堆積物が数層乗った形になっている。最低層の氷河堆積物（現在の海面あたり）はサーモンスプリングスあるいはそれ以前の氷河作用によるものである。最終氷河の最盛期には氷床の厚さが7,000フィート (2,100 m) 以上となり、バンクーバー島とカナダ海岸の間を南に動き、ジョージア海峡を通った。厚さ5,000フィー (1,500 m) 以上ある大陸氷河の小さな流れがフレーザー川の氾濫原を降り、大バンクーバー地域とワットコム郡およびスカジット郡で大きな氷河に合流した。合体した大陸氷床は南に動いてワシントン州シェヘイリス付近で止まった。比較的不浸透性のベイション氷河礫層（最上層では厚さ40フィート (12 m) になると推計された）が、厚さ7,000フィート (2,100 m) 以上の氷床の重みとジョージア海峡に流れた氷床が約1万年間以上南に動いたので、氷河外縁に積み上げられた。ポイントロバーツ、タワーセン、さらにイングリッシュブラフより先のブリティッシュコロンビアの部分は約11,000年前にベイション氷河が閉じたときに1つの島だった。
氷河が融けると、薄いフレーザー氷河が海面に浮き、ジョージア海峡の氷河はフレーザー氷河の下で湖を形成するダムの働きをした。溶けつつある浮遊氷河からの堆積物がワットコム郡西部の大半を占めるグレイシャル・マリーン・ドリフトの300フィート (90 m) 以上の堆積になった。グレイシャル・マリーン・ドリフトは概して柔らかく、氷河の重さで固まってはいなかった。氷河礫層の上にあるその不連続で薄い殻が、ポイントロバーツの上で散発的に識別されている。氷河堆積物の最上層はジョージア海峡氷河が後退した時に積まれた後退砂、シルト、砂利である。氷河が後退すると、約2,500年前に、フレーザー川がポイントロバーツとタワーセンの島の北と東よりにデルタを形成し、大バンクーバー地域本土と繋いだ。これら堆積物はある場所では侵食を受け、礫層を露出している。

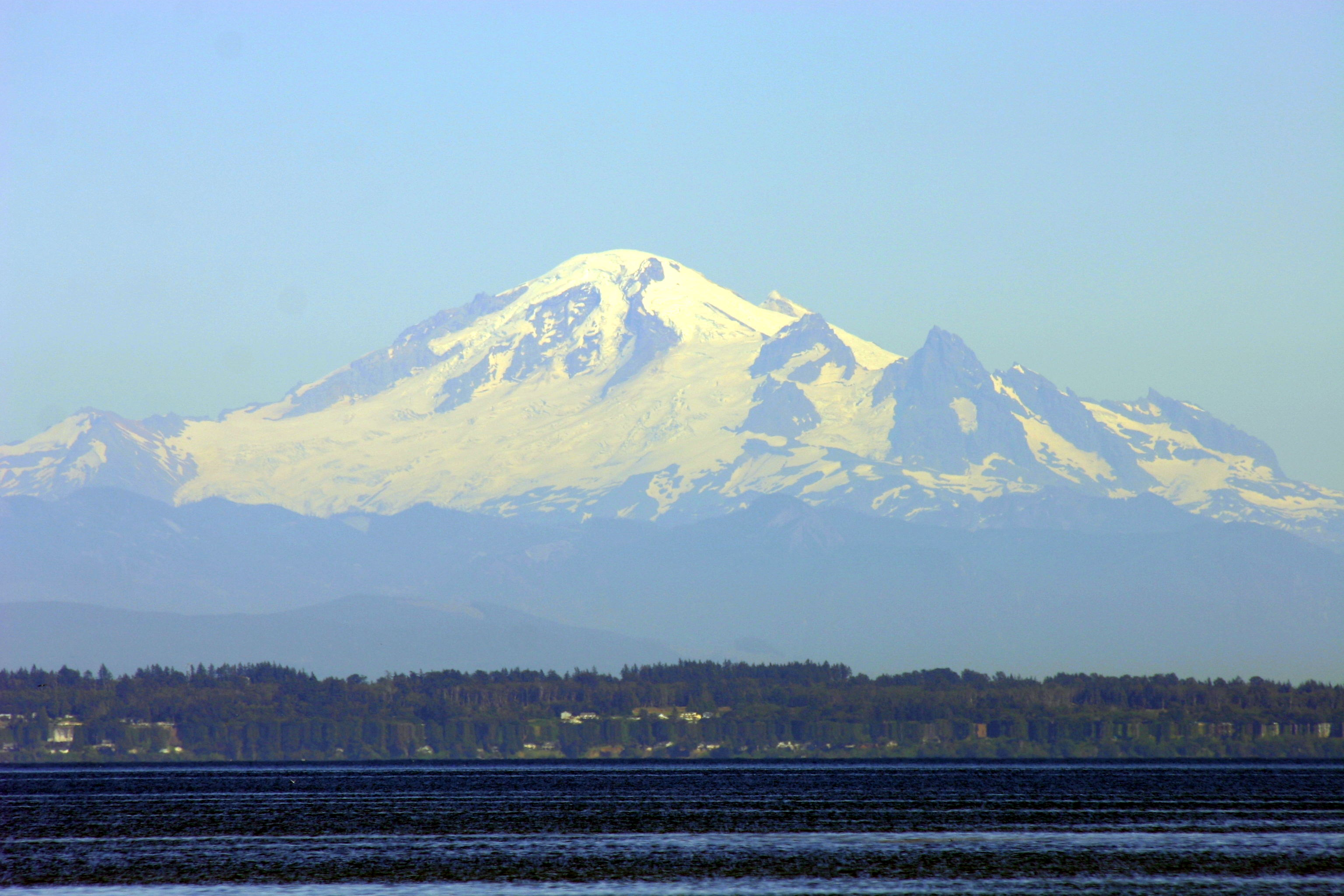
ベーカー山、標高 3,285 m、バウンダリー湾の向こうに見える

### 公園と地形
| - メイプルビーチ - モニュメントパーク - ライトハウス・マリーン公園 | - ポイントロバーツ・スケート公園 - リリーポイント海洋保護地 - カスケード・マリーン・トレイル |

### 地区
| - ベルズグローブ - クリスタル・ウォーターズ - フリーマンビーチ | - リリーポイント - メイプルビーチ - ウォーターズプラット | - オーシャンビューエステイツ |

### 気候
ポイントロバーツはバンクーバー島、バンクーバー市を囲む北岸の山地、北カスケード山脈（ベーカー山を含む）によって作られた窪地の中にある。この微気候によって太平洋岸北西部でも温暖な気候になっている。年間平均降水量は1,000 mmほどであり、付近よりも日照が多く穏やかな気候になっている。
| ポイントロバーツの気候 | ポイントロバーツの気候 | ポイントロバーツの気候 | ポイントロバーツの気候 | ポイントロバーツの気候 | ポイントロバーツの気候 | ポイントロバーツの気候 | ポイントロバーツの気候 | ポイントロバーツの気候 | ポイントロバーツの気候 | ポイントロバーツの気候 | ポイントロバーツの気候 | ポイントロバーツの気候 | ポイントロバーツの気候 |
| 月                     | 1月                    | 2月                    | 3月                    | 4月                    | 5月                    | 6月                    | 7月                    | 8月                    | 9月                    | 10月                   | 11月                   | 12月                   | 年                     |
| ---------------------- | ---------------------- | ---------------------- | ---------------------- | ---------------------- | ---------------------- | ---------------------- | ---------------------- | ---------------------- | ---------------------- | ---------------------- | ---------------------- | ---------------------- | ---------------------- |
| 平均最高気温 °F （°C） | 43 (6)                 | 48 (9)                 | 52 (11)                | 58 (14)                | 64 (18)                | 69 (21)                | 72 (22)                | 72 (22)                | 67 (19)                | 58 (14)                | 49 (9)                 | 43 (6)                 | 58 (14)                |
| 平均最低気温 °F （°C） | 30 (−1)                | 32 (0)                 | 34 (1)                 | 38 (3)                 | 43 (6)                 | 48 (9)                 | 51 (11)                | 51 (11)                | 46 (8)                 | 40 (4)                 | 35 (2)                 | 31 (−1)                | 40 (4)                 |
| 降水量 inch （mm）     | 5.32 (135.1)           | 4.21 (106.9)           | 3.61 (91.7)            | 2.85 (72.4)            | 2.58 (65.5)            | 2.14 (54.4)            | 1.49 (37.8)            | 1.51 (38.4)            | 1.91 (48.5)            | 3.74 (95)              | 6.29 (159.8)           | 5.79 (147.1)           | 41.44 (1,052.6)        |
| 出典：                 |                        |                        |                        |                        |                        |                        |                        |                        |                        |                        |                        |                        |                        |

## 人口動態
以下は2000年の国勢調査による人口統計データである。
| 基礎データ - 人口: 1,314 人（夏は休暇人口で4,500人ほどになる） - 世帯数: 678 世帯 - 家族数: 372 家族 - 住居数: 2,068 軒（利用率は33%） 人種別人口構成 - 白人: 91.9% - アフリカン・アメリカン: 0.8% - ネイティブ・アメリカン: 0.8% - アジア人: 4.5% - その他の人種: 0.3% - 混血: 1.7% - ヒスパニック・ラテン系: 2.4% | 年齢別人口構成 - 20歳未満: 16.2% - 20-24歳: 3.0% - 25-44歳: 16.2% - 45-64歳: 40.7% - 65歳以上: 23.9% - 年齢の中央値: 53歳 収入と家計 - 収入の中央値 - 世帯: 58,672米ドル - 家族: 75,724米ドル - 人口1人あたり収入: 39,696米ドル |

## 教育
ポイントロバーツで唯一の学校であるポイントロバーツ小学校では、幼稚園から3年生までを教えている。4年生以上のアメリカ人生徒はブリティッシュコロンビア州を通ってアメリカのブレインにある学校まで車で40分を通学する。カナダ人の子供はデルタの学校に入学できる。アメリカ同時多発テロ事件の後、国境を通るバスは検査が増えて遅れを生じるために支障をきたしていたが、スクールバスのみは通過を早める措置が追加された。

## 交通

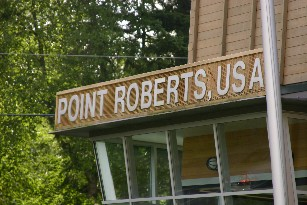
ポイントロバーツにある税関と移民事務所

カナダからポイントロバーツまで陸上の経路はタイイ・ドライブのみである。この道路はカナダでは56番通りになる。小さな空港と大型のマリーナがある。これらからはカナダに入ることなく直接ワシントン州へ往復できる。

## 経済
地域企業の多くは、大バンクーバー地域から週末とレクリエーションで来る観光客を対象にしたものである。カナダ人はアメリカの安いガソリン、アルコール、食品を買いにくる。カナダドルが弱い時は、ポイントロバーツのアメリカ人が同じことをする。多くのカナダ人は日曜日にバーやナイトクラブに飲みに来ていた。ブリティッシュコロンビア州では1986年まで日曜日の飲酒が違法だった。郵便局と地元民間会社は大バンクーバー地域の個人や企業に私書箱を貸している。これにはバンクーバーにあるアメリカ合衆国領事館も含まれている。アメリカ合衆国から国境を通過する費用を払うことなく郵便や小包を安全に受け取る便利な手段になっている。
アメリカ合衆国の他地域に行く場合には国境を2回通過する必要があるので、「アメリカで最良のゲーテッドコミュニティ」と呼ぶ者もいる。地元の安全保障担当が高い率でいることやその他不自由さがあることで犯罪率が低い。病院が無く、医者、歯医者、薬剤師、獣医も居ない。アメリカの健康保険ではカナダでの治療については保険金を払わないので、ポイントロバーツ住民は通常ワシントン州ベリンガムで救急医療を受ける。もちろんバンクーバーの方が近い。

## 通信、メディア
1988年までポイントロバーツの電話市外局番はブリティッシュコロンビア州の604であり、カナダの電話会社BCテルがプロバイダーだった。現在は市外局番360、交換番号945であり、どの国でも他の交換番号への接続は無い。プロバイダーはウィドビー・テレコムである。
テレビではシアトルのテレビ市場に入っているが、地上波はバンクーバー地域から来ている。ケーブルテレビは、カナダのイーストリンクの子会社であるデルタ・ケーブルが提供している。デルタ・ケーブルはバンクーバー最大の放送局であり、シアトルやベリンガムにも局がある。アメリカのケーブルテレビ・ネットワークからコンテンツを得ているが、デジタルサービスやカナダのチャンネルのものは無い。それらはアメリカ合衆国に提供する免許を得ていない。
ウィドビー・テレコムとデルタ・ケーブルはブロードバンド・インターネット・アクセスも提供している。携帯電話サービスはアメリカとカナダの様々な会社が提供している。
2012年、バンクーバーのAMラジオ局がファーンデールにある通信塔をポイントロバーツに移す認可を得た。このことでバンクーバーのターゲット市場を改善できることが期待されている。